# Pseudalaus
Pseudalaus is een geslacht van kevers uit de familie  
kniptorren (Elateridae).
Het geslacht is voor het eerst wetenschappelijk beschreven in 1967 door Laurent.

## Soorten
Het geslacht omvat de volgende soorten:
- Pseudalaus dohrni (Candèze, 1882)
- Pseudalaus kenyensis Laurent, 1967